# Agia Irini
Agia Irini (en griego, Αγία Ειρήνη) es un yacimiento arqueológico del norte de la isla de Ceos (Grecia), cerca del pueblo de Vurkari. Las excavaciones en este sitio fueron llevadas a cabo por la Escuela Estadounidense de Estudios Clásicos entre 1960 y 1980 bajo la dirección de John Langdon Caskey.
Estuvo habitado aproximadamente desde finales del periodo Neolítico, hacia el año 3000 a. C. Se conservan numerosos restos de edificios y muros de fortificación del periodo cicládico temprano (2500-2000 a. C.) En el cicládico medio (2000-1600 a. C.), los hallazgos de cerámica indican un crecimiento de la actividad comercial. El periodo de auge como centro político y económico fue entre 1600 y 1450 a. C., en el que se observa una fuerte influencia minoica, tanto en la construcción de viviendas como en la presencia de objetos importados desde Creta y en el hallazgo de inscripciones en lineal A. Fue destruido a finales de este periodo de gran prosperidad por causa de terremotos. En los periodos clásico y romano la ocupación del lugar fue poco importante.
Entre los elementos destacados de Agia Irini figura un templo que estuvo en uso al menos desde el periodo cicládico medio. Los hallazgos arqueológicos en este lugar incluyen unas cincuenta estatuillas de arcilla. Una inscripción de la época arcaica ha sugerido que Dioniso era adorado en este santuario.
Por otra parte, en la llamada «casa A», que era un complejo residencial que tenía un piso superior, se encontraron en torno a 10 000 vasos de cerámica del periodo neopalacial, de los que 8000 eran cuencos cónicos, además de múltiples marcas de cantero de estilo minoico.